# 亚洲公路85号线
亚洲公路85号线（英語：Asian Highway 85），编号為，是亞洲公路網系統中一条位于土耳其全长338k公里的公路，从梅尔济丰至雷法希耶。

## 土耳其
- D-100 100号公路: 梅尔济丰 - 阿马西亚 - 雷法希耶